# هجوم متحف اللوفر 2017
هجوم متحف اللوفر أو هجوم الماشيتي في باريس هو هجوم ارهابي حصل في الثالث من فبراير لعام 2017 ميلادي عندما هجم رجل مصري يحمل سكين ماشيتي على جنود فرنسيين على بوابة متحف اللوفر و هو يصرخ الله أكبر. حاول المهاجم أولا دخول المتحف بحقيبتين، مما اثار شكوك الحرس الذين ارادوا تفتيشها، ولكن المهاجم قرر ان يهجم على الجنود بمنجل ماشيتي فقام أحد الجنود الفرنسيين بإطلاق خمس رصاصات على المهاجم الذي سقط مصابا و تم القبض عليه و ارساله إلى المستشفى.

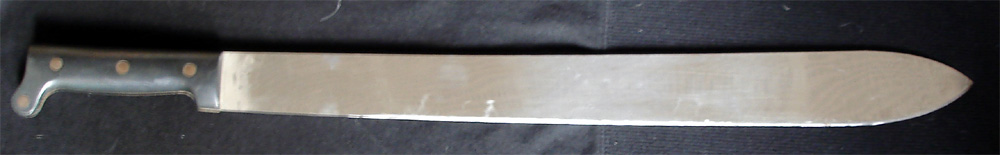
منجل ماشيتي كالذي استعمل في الهجوم

تم اكتشاف هوية المهاجم، و هو رجل مسلم مصري الجنسية اسمه عبد الله رضا الحمامي،.